# 台糖汽油車
台糖汽油車是台灣糖業鐵路曾有定期客運時使用的自走客車，目前仍有數台保留做為觀光列車之用。
在戰後使用的「汽油客車」其實都已在1950年代將引擎改裝為柴油引擎。

## 歷史

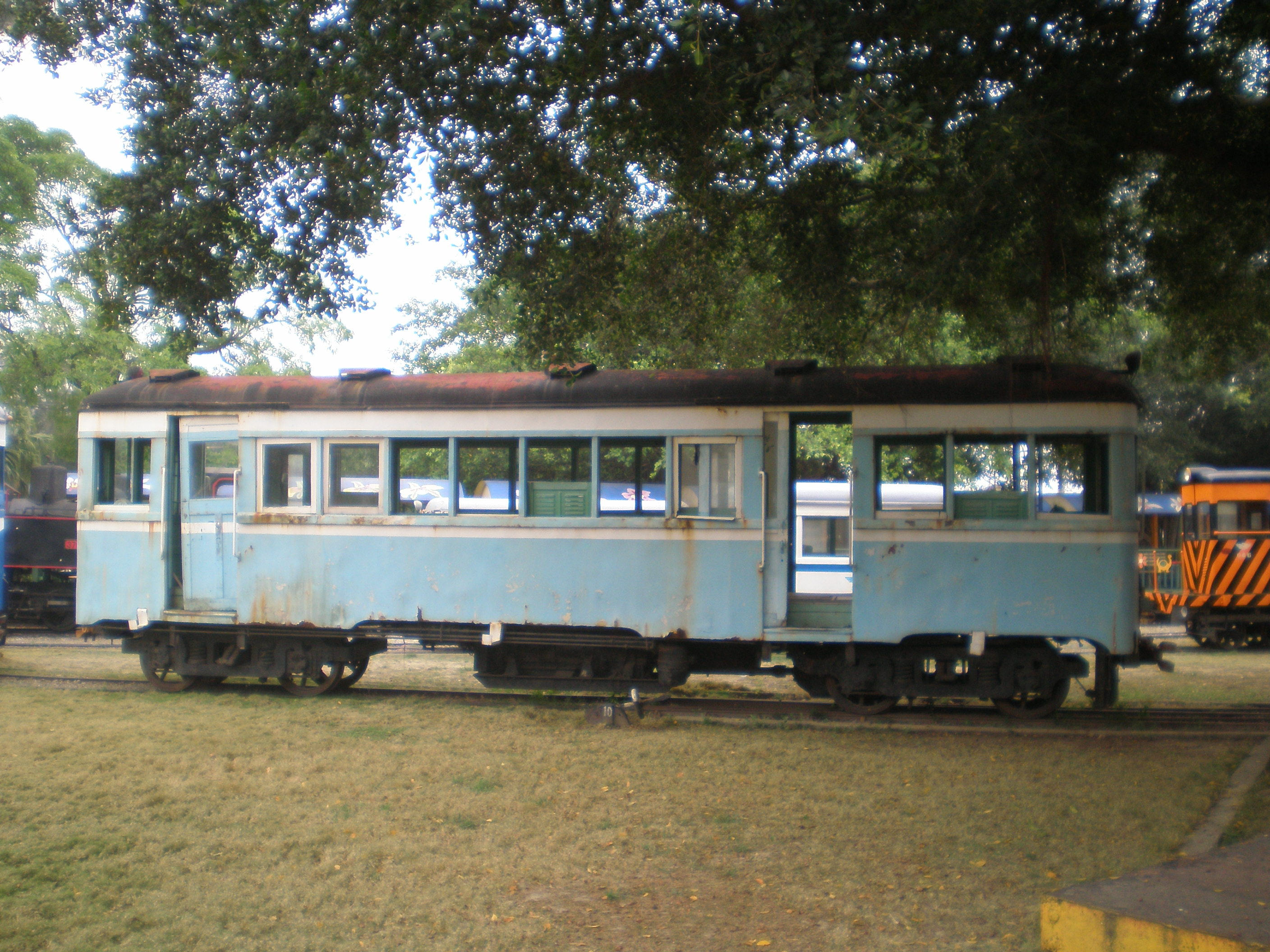
烏樹林糖廠內整修前的成功號汽油客車。

台灣糖業鐵路在日治時期就已經有客運業務，並已經有汽油客車存在。戰後台灣糖業公司於1949年向日本日立製作所購買多台汽油客車執行客運業務，1950年代所有汽油客車都由台糖公司的屏東農業工程處改裝柴油引擎。1982年台糖鐵路停止客運業務以後，所有汽油客車隨之停用。
今日汽油客車目前已經知仍有三台存在，且有兩台「勝利號」、「成功號」於2011年11月5日起於烏樹林糖廠（臺南市）開行定期觀光列車。

## 車身
台糖汽油車的車體結構多為木造。較早期的汽油客車在車體前端有放置農產品的貨運架，但現存車輛中已無此設備。1968年開行的「平等號」汽油客車則類似台鐵西部幹線光華號的不鏽鋼製銀白色車體，但在1980年代已改為藍色車體，今日不存。

## 現存車輛資料

### 勝利號

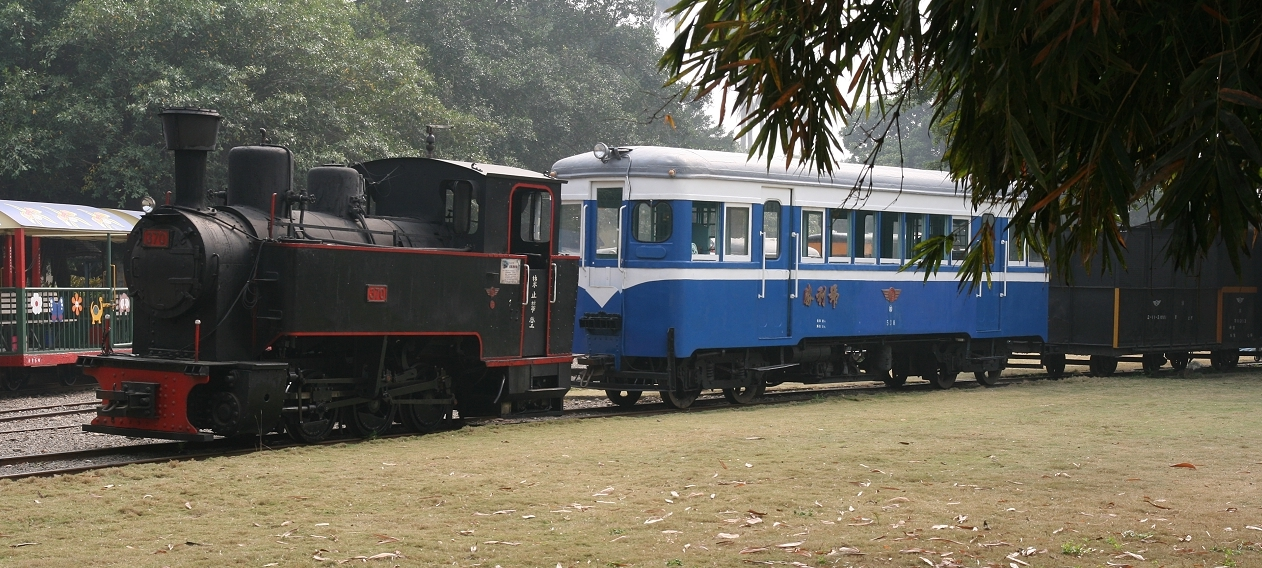
烏樹林車站內的370號蒸氣機車和勝利號汽油客車。

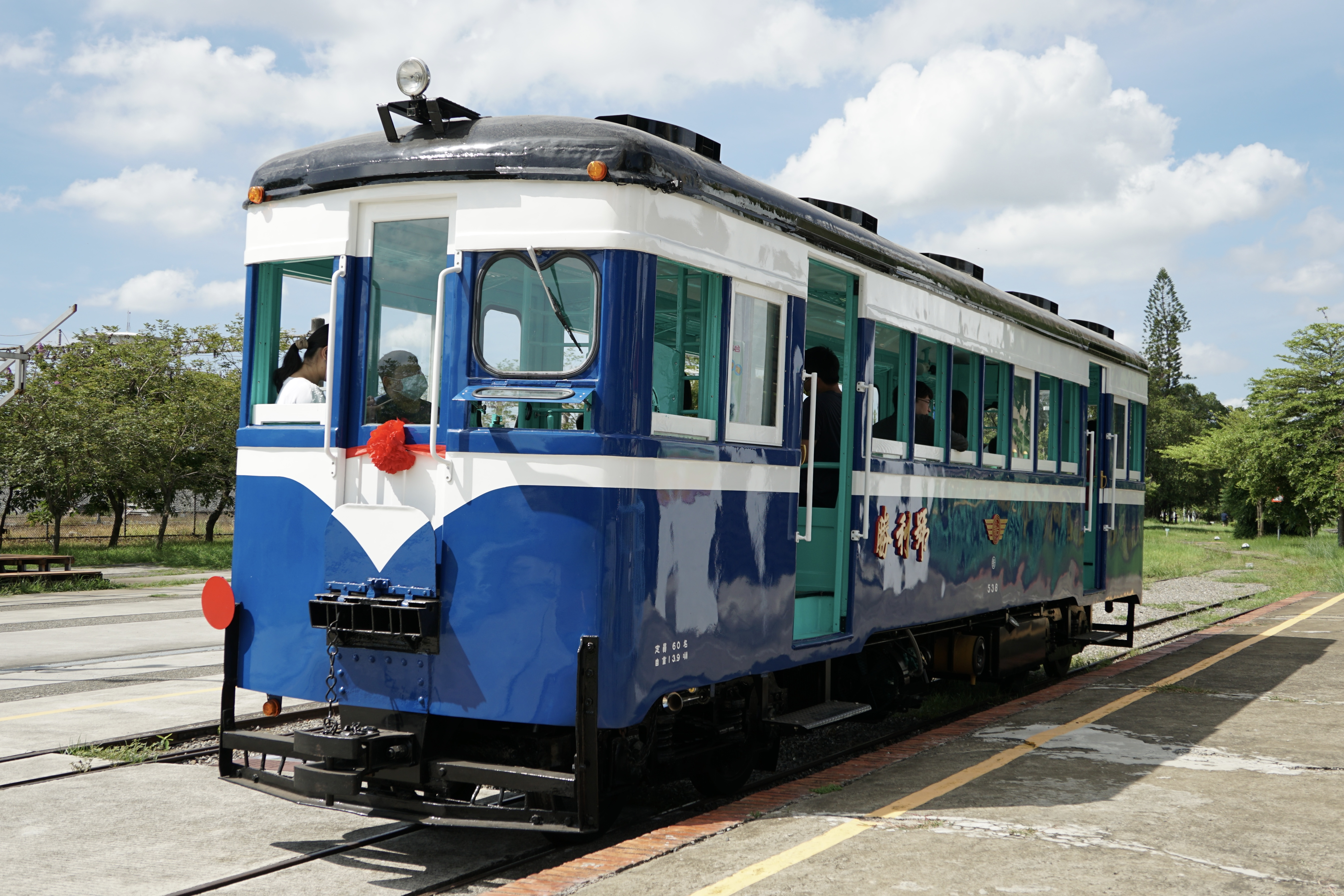
目前於新營糖廠載客營運的勝利號客車

勝利號是台灣糖業鐵路目前唯一可自力運轉的汽油車，編號538號。該車於1949年由日本日立製作所製造；驅動裝置是腳踩式離合器和手動5段排檔，重量13.9公噸，32個座位。1954年台糖將勝利號原本的汽油引擎改裝為柴油引擎。勝利號原本和編號537號的「反攻號」汽油客車配屬於龍岩糖廠（雲林縣），1968年龍岩糖廠關閉後，勝利號轉移至新營糖廠（臺南市）和編號508、509、539、540、541等車共同執行客運業務，主要行駛於布袋線、學甲線。1982年停止客運業務，但勝利號仍可動態運轉。1991年時國立交通大學鐵道研究會曾舉辦「台糖汽油車復活之旅」。1997年時勝利號在活動中行駛次數過多造成引擎損壞，因此將另一台汽油車「成功號」的引擎拆下裝在勝利號上才讓勝利號得以保持可動態運轉狀態，之後該車仍在多個活動中不定期運行。
2011年11月5日至2022年下半年間與成功號共同執行定期觀光列車任務。
2023年4月份，由大肚的仕佳興業翻新完畢後，陸運至新營糖廠試車，並於同年6月10日開始假日行駛新營車站、中興車站與火燒店車站之間來回的觀光列車。
勝利號在《鋤頭博士》、《最後的小火車》、《愛》、《春梅》、《明月照紅塵》、《生命的陽光》等台灣電視劇、電影中亦有出現。

### 成功號

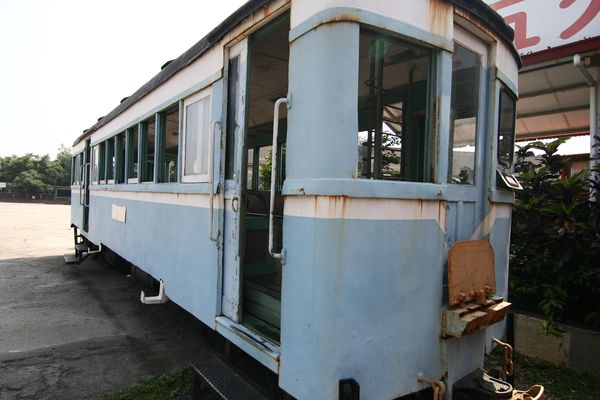
存放於月眉糖廠時期的成功號汽油客車。

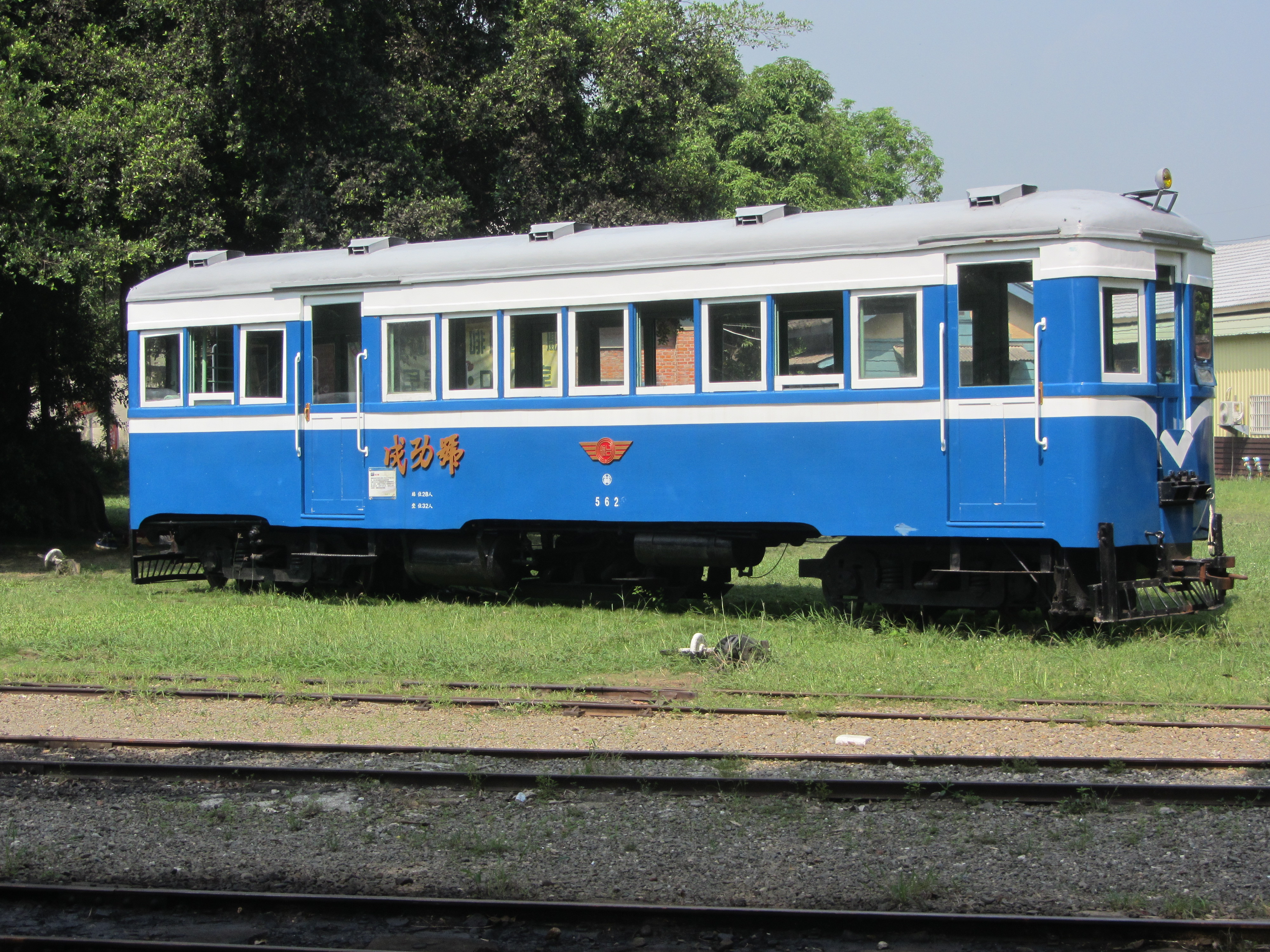
移往烏樹林糖廠後，整修完成的成功號汽油客車。

成功號編號562號，於1959年將引擎改為柴油引擎，曾經是雲林北港和嘉義市之間的「對號快車」。原配屬於北港糖廠，1981年調往岸內糖廠（臺南市）成為工程車和巡道車，1998年送到月眉糖廠（臺中市）展示，2011年4月22日送至烏樹林糖廠整修，同年11月5日起與勝利號一起執行觀光列車任務。
成功號在岸內糖廠時期塗裝色調是淺藍色，與勝利號不同，但有關當局為了避免一般人誤以為成功號褪色，因此目前塗裝是與勝利號一樣的深藍色。成功號的車窗和車門位置和勝利號等其他1949年製造的汽油客車不同，因此有說法認為成功號並非於1949年購自日本，而是日治時期遺留車輛。

### 524號
存放於溪湖糖廠的524號汽油客車已修復，2016年12月31日由台日同好會租車特開, 這是修復後第一次跑商業運轉（彰化縣）。